# مارك هال
مارك هال (بالإنجليزية: Marc Hall)‏ هو لاعب كرة قاعدة أمريكي، ولد في 12 أغسطس 1887 في جوبلن في الولايات المتحدة، وتوفي بنفس المكان في 24 فبراير 1915.

## وصلات خارجية
- مارك هال على موقعبيزبول رفرنس.كوم (الدوري الرئيسي) (الإنجليزية)